# Гадфа, Айюб
Айюб Гадфа Дрисси эль Айссауи (исп. Ayoub Ghadfa Drissi el Aissaoui; род. 6 декабря 1998, Марбелья, Андалусия, Испания) — испанский боксёр-любитель, североафриканского арабского происхождения, выступающий в супертяжёлой весовой категории.
Член национальной сборной Испании; серебряный призёр Олимпийских игр 2024 года, бронзовый призёр чемпионата мира (2023), чемпион Европы (2024), серебряный призёр чемпионата Европы (2022), бронзовый призёр чемпионата ЕС (2018), бронзовый призёр молодёжного чемпионата Европы (2021), многократный победитель и призёр международных и национальных турниров в любителях.

## Биография
Айюб Гадфа Дрисси эль Айссауи родился 6 декабря 1998 года, в городе Марбелья, в автономном сообществе Андалусия, в Испании.
Но при этом его арабское имя «Айюб» и его фамилия указывают на североафриканское арабское происхождение его семьи, и что его семья относится к суфийскому ордену (тарикату) Айссауа — распространённому в Северной Африке.

## Любительская карьера

### 2018—2019 годы
В июне 2018 года участвовал в Средиземноморских играх в городе Таррагона (Испания) в весе свыше 91 кг. Там он в четвертьфинале досрочно нокаутом во 2-м раунде проиграл опытному марокканцу Мохамеду Фирису, — который в итоге стал серебряным призёром Средиземноморских игр 2018 года.
В сентябре 2018 года, в Элисте (Россия) участвовал чемпионате мира по боксу среди студентов проводимого под эгидой FISU, но в четвертьфинале по очкам (0:5) проиграл опытному россиянину Павлу Дорошилову, — который в итоге стал чемпионом мира среди студентов 2018 года.
В ноябре 2018 года стал бронзовым призёром на чемпионате Европейского союза в Вальядолиде (Испания) в весе свыше 91 кг, в четвертьфинале победив по очкам опытного итальянца Клементе Руссо, но в полуфинале раздельным решением судей уступив опытному болгарину Петару Белберову.
В июне 2019 года участвовал в Европейских играх в Минске (Белоруссия), в категории свыше 91 кг, где в 1/16 финала соревнований со счётом 0:5 проиграл россиянину Ивану Верясову.
В сентябре 2019 года, в Екатеринбурге (Россия) участвовал на чемпионате мира выступая в супертяжёлой весовой категории (свыше 91 кг). Где в 1/16 финала досрочно техническим нокаутом в 1-м раунде победил болгарина Петара Белберова, но затем в 1/8 финала досрочно нокаутом во 2-м раунде проиграл опытному казахскому боксёру Камшыбеку Кункабаеву, — который в итоге стал серебряным призёром чемпионата мира 2019 года.

### 2020—2021 годы
В марте 2020 года он участвовал в первом Олимпийском квалификационном турнире в Лондоне (Великобритания), где в 1/16 финала соревнований по очкам (0:5) проиграл россиянину Ивану Верясову, и не смог квалифицироваться на Олимпийские игры 2020 года в Токио (Япония).
После чего началась коронавирусная пандемия COVID-19, жёсткий коронавирусный карантин в Испании и по всей Европе и отсутствие соревновательной практики.
В июне 2021 года стал бронзовым призёром на чемпионате Европы среди молодежи (до 22 лет) в городе Розето-дельи-Абруцци (Италия), в весе свыше 91 кг, в полуфинале по очкам проиграв грузину Николозу Бегадзе.
В конце октября 2021 года в Белграде (Сербия), участвовал в чемпионате мира в категории свыше 92 кг. Там он в 1/16 финала по очкам решением большинства судей (счёт: 4:1) победил казахстанского боксёра Нурлана Сапарбая, но в 1/8 финала по очкам решением большинства судей (счёт: 1:4) проиграл боксёру из Тринидада и Тобаго Найджелу Полу, — который в итоге стал бронзовым призёром чемпионата мира 2021 года.

### 2022—2023 годы
В феврале 2022 года участвовал в престижном международном турнире «Странджа» проходившем в Софии (Болгария), в весе свыше 92 кг, где он в 1/8 финала по очкам победил индуса Нарендера Бервала, но в четвертьфинале досрочно после 2-го раунда проиграл казахстанскому боксёру Нурлану Сапарбаю, — который в итоге стал бронзовым призёром этого турнира.
В мае 2022 года стал серебряный призёр чемпионата Европы в Ереване (Армения), в весе свыше 92 кг. Где он в 1/8 финала соревнований по очкам победил опытного француза Джамили Дини Абуду, затем в четвертьфинале досрочно техническим нокаутом в 1-м раунде победил армянина Давида Чалояна, в полуфинале по очкам победил австрийца Ахмеда Хагага, но в финале техническим нокаутом в 3-м раунде проиграл немцу Нелви Тиафаку.
В мае 2023 года, в Ташкенте (Узбекистан) стал бронзовым призёром чемпионата мира в весе свыше 92 кг. Где он в 1/16 финала соревнований по очкам единогласным решением судей (5:0) победил нигерийца Ифеани Оняквере, затем в 1/8 финала по очкам раздельным решением судей (5:2) победил эквадорского боксёра Герлона Конго, в четвертьфинале по очкам решением судей (3:0) победил опытного этнического египтянина выступающего за Австрию Ахмеда Хагага, но в полуфинале он не смог выйти на ринг и получил поражение от Олимпийского чемпиона 2020 года узбека Баходира Жалолова, — который в итоге стал чемпионом мира 2023 года.

### 2024 год
В марте 2024 года, в городе Бусто-Арсицио (Италия) участвовал в 1-м мировом Олимпийском квалификационном турнире, где он дошёл до 1/8 финала в весе свыше 92 кг, в котором по очкам со счётом 2:3 проиграл итальянцу Диего Ленци, и не смог завоевать лицензию для участия в Парижской Олимпиаде-2024.
В апреле 2024 года, в Белграде (Сербия) стал финалистом чемпионата Европы, где он в четвертьфинале раздельным решением судей со счётом 5:2 победил россиянина Ярослава Дороничева, в полуфинале по очкам победил болгарина Йордана Эрнандеса, и теперь в финале встретится с сербом Душаном Велетичем.